# Стугнинська оборонна лінія
Стугнинська оборонна лінія — лінія сторожових фортець Давньоруської держави, що розташовувалися на північному березі річки Стугна на південь від Києва. Між фортець уздовж берега пролягали потужні земляні вали та рови. На ровах на певній дистанції встановлювалися сигнальні вежі.
Була однією з найстаріших оборонних ліній, збудованих за київського князя Володимира Святославича. До неї належали фортеці Василів, Тумащ, Треполь, Вернев, Красн, Дерновий та інші. Одне з укріплень, що знаходилися на південному березі, мало назву Новгород Малий. Сьогодні з ним асоціюють городище Заріччя поблизу Василькова.
Була другою внутрішньою лінією оборони Києва на правобережжі Дніпра по відношенню до більш експонованої до степу Поросської оборонної лінії. З півночі її обрамляли ліси, що оточували Київ з півдня. Загроза прориву оборони кочівниками змушувала київських князів як підтримувати у належному стані старі стугнинські фортеці, а й зводити нові. Так, фортеця Тумащь, за даними археології, виникла не раніше XII століття. Найбільшою фортецею Стугнінського рубежу був Василев (сучасний Васильків), що виник ще в X столітті.